# ランプロシスティス属
ランプロシスティス属はクロマチウム属に属するグラム陰性の非芽胞形成嫌気性光合成球菌の一属。鞭毛を持ち運動性がある。また、細胞内には気泡がある。基準種はランプロシスティス・ロゼオペルシシナ。属名は光る袋を意味する。GC比は63から64。
水中に生息し、バクテリオクロロフィルaやカロテノイドといった色素を生産する。紅色硫黄細菌に分類され、増殖に硫化物とビタミンB12を要求する。細胞内には利用した硫化物が酸化して生じた硫黄粒がみられる。